# Carcelia bigoti
Carcelia bigoti là một loài ruồi trong họ Tachinidae.